# Andohanisambirano
De Andohanisambirano is een berg in het noorden van Madagaskar, gelegen in de regio Diana. De berg bevindt zich in het Tsaratananamassief, een onderdeel van het Noordelijk Hoogland. De berg heeft een hoogte van 2.501 meter.
Op deze berg ontspringt de Mahavavy-Sud en een beekje dat later in het begin van de Sambirano stroomt.